# Feucherolles
Feucherolles ist eine französische Gemeinde mit 3038 Einwohnern (Stand 1. Januar 2022) im Département Yvelines in der Region Île-de-France. Sie gehört zum Arrondissement Saint-Germain-en-Laye und zum Kanton Verneuil-sur-Seine. Die Einwohner werden Feucherollais genannt.

## Geographie
Feucherolles befindet sich etwa 25 Kilometer westlich von Paris und umfasst eine Fläche von 1285 Hektar. Nachbargemeinden sind:
- Orgeval im Norden
- Poissy im Nordosten
- Aigremont im Nordosten
- Chambourcy im Osten
- Saint-Nom-la-Bretèche im Südosten
- Chavenay im Süden
- Davron im Südwesten
- Crespières im Nordwesten

## Bevölkerungsentwicklung
| Jahr      | 1962 | 1968 | 1975 | 1982 | 1990 | 1999 | 2006 | 2017 |
| Einwohner | 1288 | 1047 | 2052 | 2178 | 2699 | 2806 | 2996 | 2874 |

## Sehenswürdigkeiten
- Kirche Sainte-Geneviève

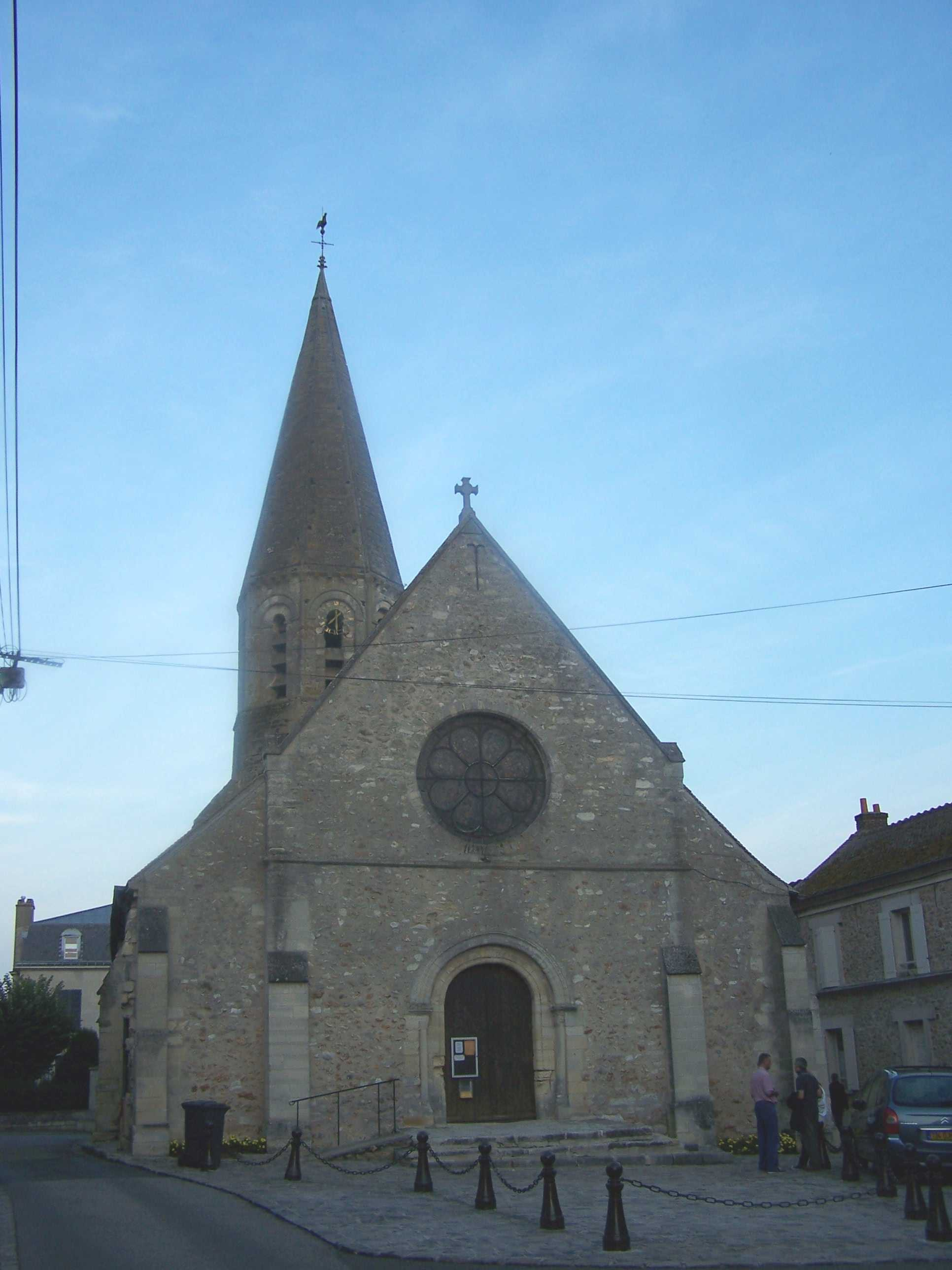
Kirche Sainte-Geneviève

Siehe auch: Liste der Monuments historiques in Feucherolles

## Persönlichkeiten
- Antoine de Pluvinel (1555–1620), Reitlehrer von König Ludwig XIII.
- Der französische Chanson-Sänger Joe Dassin (1938–1980) lebte in der Gemeinde.
- Die französische Pop-Sängerin Sheila (* 1945) wohnte in Feucherolles.
- Yannick Noah (* 1960), Sänger und ehemaliger Tennisspieler.
- Laurent Fournier (* 1964), Fußballtrainer und ehemaliger Fußballspieler.
- Antoine Kombouaré (* 1963), Fußballtrainer und ehemaliger Fußballspieler.
- Alain Roche (* 1967), ehemaliger Fußballspieler.
- Clément Chantôme (* 1987), Fußballspieler.
- Stéphane Sessegnon (* 1984), Fußballspieler.